# 氷川女体神社
氷川女体神社（ひかわにょたいじんじゃ）は、埼玉県さいたま市緑区にある神社。登記上の宗教法人名称は旧字体の氷川女體神社である。武蔵国一宮を称する。全国一の宮会加盟社。旧社格は郷社。

## 祭神
主祭神
- 奇稲田姫命 - 須佐之男命の妻。大宮（さいたま市大宮区）の氷川神社（主祭神：須佐之男命）を「男体社」とし、それに対し当社は「女体社」にあたる。

配祀神
- 三穂津姫命
- 大己貴命

## 歴史
社伝では、崇神天皇の時代に出雲大社から勧請して創建されたと伝える。
『大日本地名辞書』では『延喜式神名帳』に記載されている式内社「武蔵国足立郡 多氣比賣神社」の論社としているが、多氣比賣神社は桶川市篠津の多気比売神社とする説が有力である。
天正19年（1591年）には、徳川家康より社領50石が寄進された。
近世の文書や拝殿の額に「武蔵国一宮」と記されている。これは大宮の氷川神社と当社、および中山神社（簸王子社）の三社を一体のものとして、大宮の氷川神社が武蔵国一宮であることから当社もそれに含まれると解釈したものである（後述）。また、江戸時代に橘三喜がここから巡拝を始めたという一の宮巡り発祥の地であり、それらのことから現在は、氷川神社と共に「全国一の宮会」に加盟している。
『江戸名所図会』には「元簸河神社」という社名で、登載されている。

## 見沼周辺の氷川三社
| 神社名                  | 別名                  | 主祭神     | 続柄     |
| ----------------------- | --------------------- | ---------- | -------- |
| 氷川神社                | 男体社                | 須佐之男命 | 夫       |
| 氷川女体神社            | 女体社                | 奇稲田姫命 | 妻       |
| 中山神社 （中氷川神社） | 氷王子社 （簸王子社） | 大己貴命   | 子（孫） |

元の見沼付近に位置する当社と氷川神社、中山神社は直線上にある。太陽は夏至に西北西の氷川神社に沈み、冬至には東南東の氷川女体神社から昇るという、稲作で重要な暦を正確に把握するための意図的な配置となっている。また、三社の関係は右表のようになる。
これらから、三社で一体の氷川神社を形成して見沼を神池「御沼」として広大な神域を有していた、とする説がある。

## 境内
- 本殿
  - 寛文7年（1667年）、四代将軍徳川家綱が忍城主の阿部忠秋を奉行に命じて再建。この時の棟札には「武蔵国一宮簸河女躰大明神」とあり、武蔵国一宮を冠している。
- 磐船祭祭祀遺跡
  - 境内前の御幸道のつき当たりには「磐船祭祭祀遺跡」がある。元々、氷川女体神社で最も重要な祭祀は、見沼で行われていた御船祭であった。しかし、享保13年（1728年）に見沼が干拓され、見沼での御船祭が行えなくなった。そこで、翌年、見沼の一部であった場所に、池の中に丸い島を築いた祭祀場を設け、そこで御船祭の代わりとなる「磐船祭」を行うこととなった。磐船祭は明治初年には行われなくなったが、その遺跡が良い保存状態で残されている[6]。

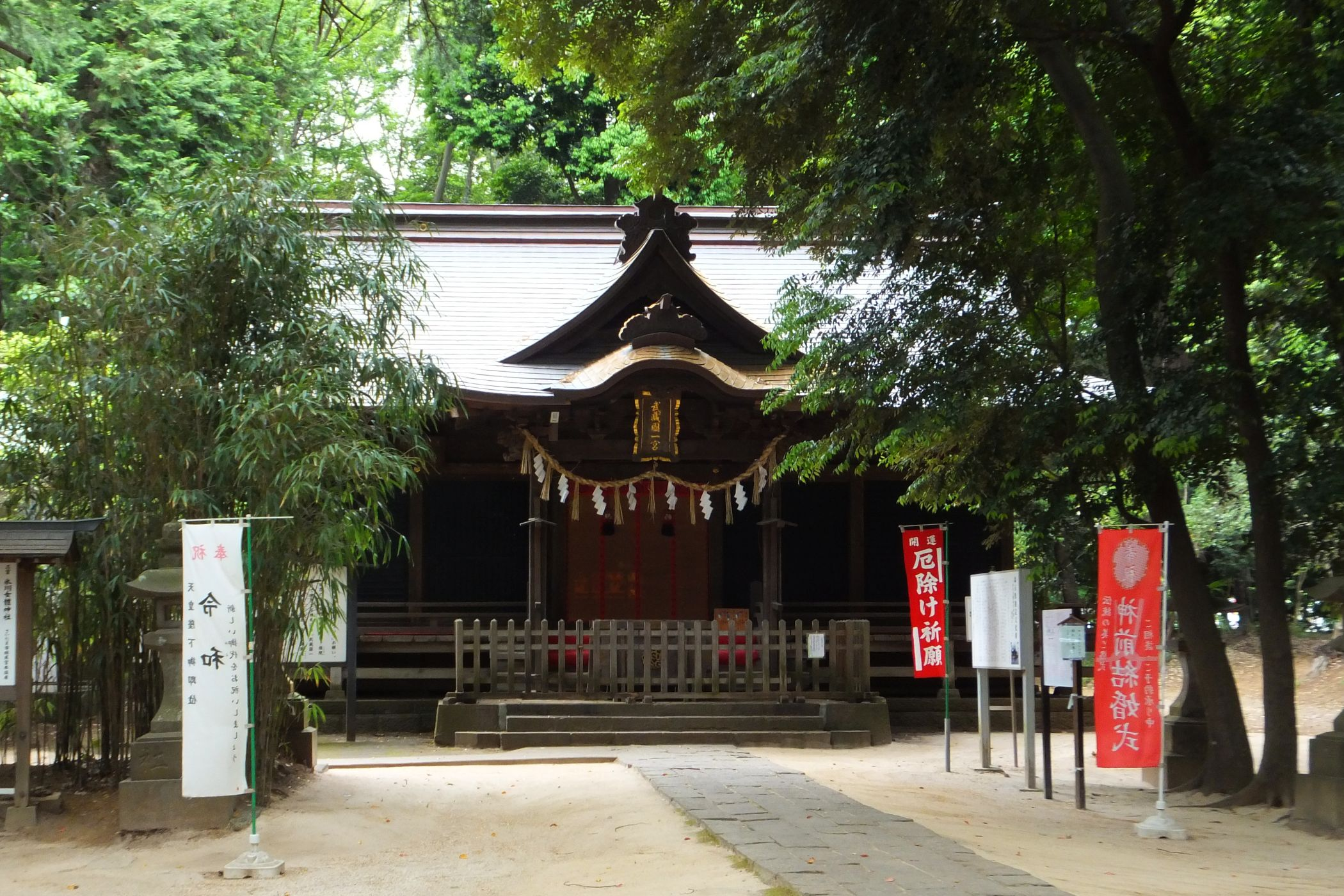
氷川女体神社、拝殿
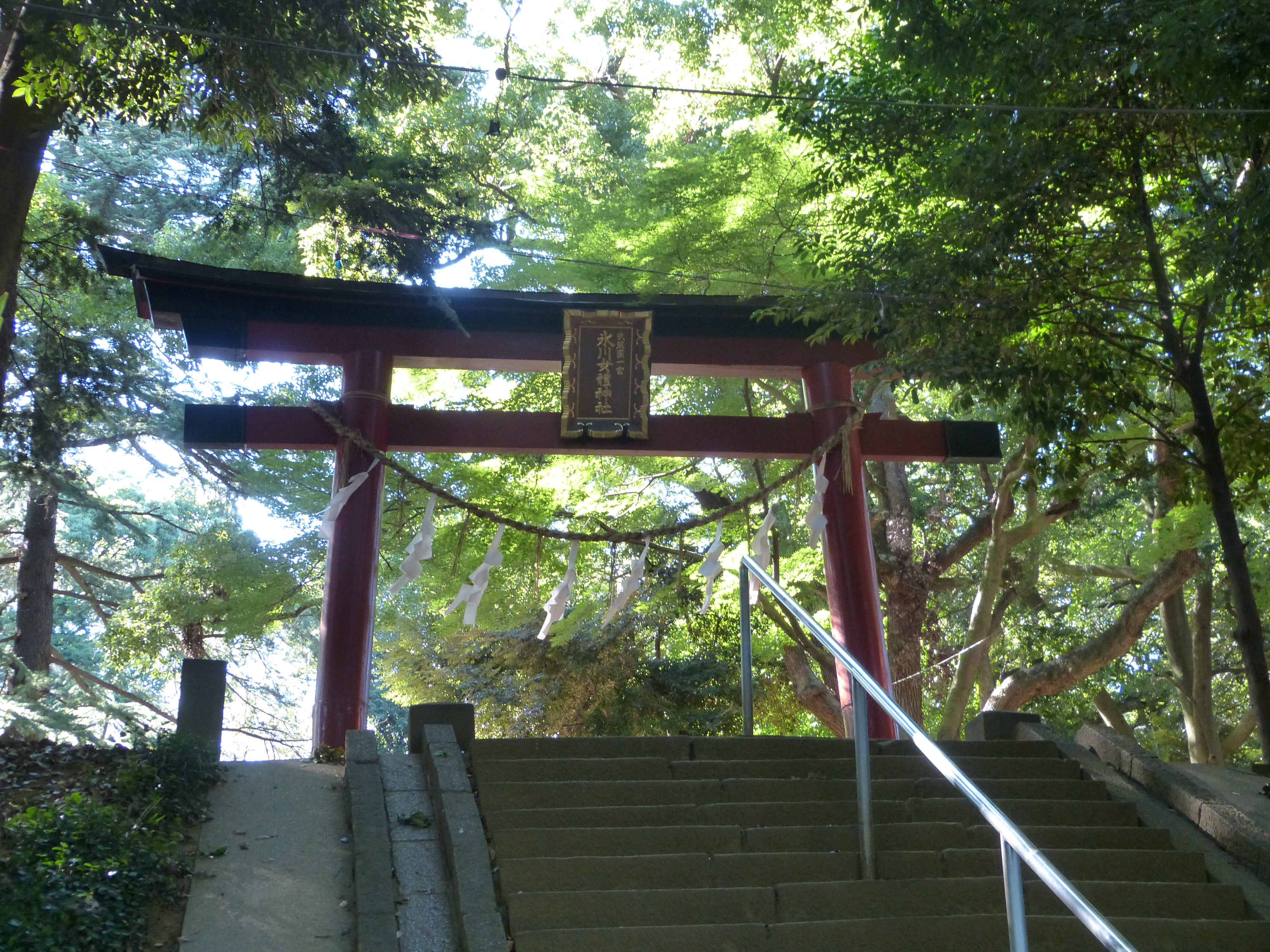
氷川女体神社、鳥居
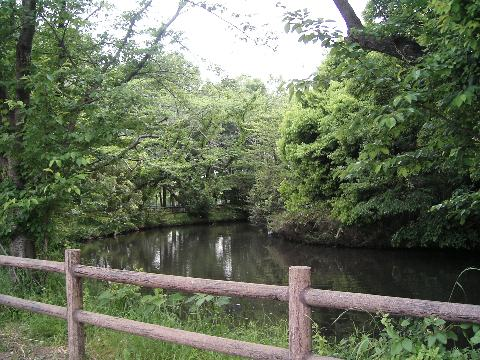
磐船祭祭祀遺跡

## 摂末社
本殿裏手に複数社鎮座する。

## 文化財

### 重要美術品（国認定）
- 三鱗文兵庫鎖太刀 1口 - 1948年（昭和23年）4月27日認定

### 埼玉県指定有形文化財
- 三鱗文兵庫鎖太刀 1口（工芸品） - 1972年（昭和47年）3月28日指定（国の重要美術品認定のものと同じ）[7][8]
- 氷川女体神社神輿 1基（工芸品） - 1972年（昭和47年）3月28日指定[7][8]
- 牡丹文瓶子 一対(2口）（工芸品） - 1973年（昭和48年）3月9日指定。東京国立博物館に寄託[9][8]
- 紙本墨書大般若波羅蜜多経 539巻（典籍） - 1972年（昭和47年）3月28日指定[8]
- 氷川女体神社社殿 1棟（建造物） - 2007年（平成19年）3月16日指定[8]

### さいたま市指定文化財
有形文化財
- 氷川女体神社古社宝類 一括（工芸品） - 1969年（昭和44年）5月21日指定
- 神明宮扁額 僧公遵書 1面（書跡） - 1988年（昭和63年）3月28日指定
- 北条氏綱制札 1通、北条氏印判状 1通（古文書） - 1961年（昭和36年）3月31日指定
- 氷川女体神社社領寄進及び朱印状 12通（古文書） - 1979年（昭和54年）3月29日指定

無形民俗文化財
- 氷川女体神社の名越祓え - 1985年（昭和60年）3月28日指定

史跡
- 氷川女体神社磐船祭祭祀遺跡 - 1979年（昭和54年）3月29日指定

天然記念物
- 氷川女体神社社叢 - 1965年（昭和40年）7月1日指定

## 現地情報
所在地
- 埼玉県さいたま市緑区宮本2丁目17-1
  - 当社周辺の地名は三室と呼ばれ、「三室の氷川神社」といえば当社を指す。

交通アクセス
- 東浦和駅（JR武蔵野線）から、国際興業バスで
  - 「朝日坂上」バス停（浦04-3）下車 （下車後徒歩約5分）
  - 「芝原小学校」バス停（浦04-2または浦04-3）下車 （下車後徒歩約10分）

## 兼務社
- 本太氷川神社 - 本務社
- 元町八雲神社
- 三角稲荷神社

## 関連文献
- 青木義脩『氷川女体神社』浦和市郷土文化会〈浦和歴史文化叢書 1〉、1975年。全国書誌番号:74011048。
- 埼玉県神社庁神社調査団 編『埼玉の神社』 北足立・児玉・南埼玉、埼玉県神社庁、1998年3月。全国書誌番号:20000360。
- 野尻靖『氷川女体神社 浦和』さきたま出版会〈さきたま文庫 48〉、1995年3月。ISBN 4-87891-248-0。